# Эфиопистика
Эфиопи́стика — комплексная научная дисциплина, направленная на изучение Эфиопии. 
Ведущими мировыми центрами по изучению эфиопской культуры являются Институт эфиопистики Аддис-Абебского университета и Центр эфиопистики имени Иова Лудольфа Гамбургского университета.

## История
Основателем эфиопистики принято считать саксонского дипломата и учёного Иова Лудольфа.
Современный период в развитии эфиопистики берет свой начало в 1950-х годах, когда после состоявшегося в Риме Первого Международного конгресса эфиопистов, научная дисциплина получила широкое признание. Интерес научного сообщества к эфиопистике усилился после произошедшей в 1974 году в стране революции. В течение последних 25 лет, библиография страны увеличилась в несколько раз.
В Эфиопии признанным эфиопистом являлся Таддесси Тамрат.
Выдающимся российским эфиопистом считается С. Б. Чернецов.